# Źródełko Gustava Freytaga
Źródełko Gustava Freytaga – fontanna znajdująca się we Wrocławiu na Wzgórzu Partyzantów, po jego południowo-wschodniej stronie, nad fosą.
Pierwotnie była pomnikiem ku czci pisarza Gustava Freytaga w formie obudowanego z trzech stron ujęcia wody. W centralnej części  znajduje się niewielki basen a nad nim płaskorzeźba z motywem baśniowym autorstwa Ignatiusa Taschnera. Pomnik, odsłonięty 2 lipca 1907 r., posiadał metalowy medalion z płaskorzeźbą głowy G. Freytaga. Po 1945 r. usunięto medalion, a pomnik stopniowo niszczał. Podczas renowacji w 1996 r. postanowiono nie upamiętniać G. Freytaga (znanego z antypolskich poglądów) i w miejsce jego płaskorzeźby wmurowano okrągłą tablicę z literą "W" (symbol Wrocławia) i napisem "renowacja 1996". 